# Andreja Pejić
Andreja Pejić (en serbe : Андрејa Пејић) est un mannequin et une actrice australo-bosnienne née le 28 août 1991 à Tuzla (Bosnie).
Elle est connue comme le premier mannequin qualifié d'androgyne au monde. Depuis qu'elle se présente comme une femme trans en 2013, elle est devenue l'un des modèles transgenres les plus reconnue au monde.

## Biographie

### Enfance et formation
Assignée garçon à la naissance d'un père croate de Bosnie et d'une mère serbe de Bosnie, Pejić grandit en Serbie, pays déchiré par la guerre civile et par le bombardement de l'OTAN. À l'âge de quatre ans, ses parents se séparent, et elle part vivre, avec son frère aîné, chez leur mère. Afin que ses enfants puissent créer une vraie relation avec leur père, elle les envoie chez lui chaque été pendant un mois. À l'âge de huit ans, sa famille se réfugie à Melbourne, en Australie. Dans sa jeunesse, elle se voit déjà ressembler à une fille « au moment où je suis sorti du ventre de ma mère et où je me suis regardé dans un miroir ».
En 2008, Pejić n'est pas retenu après s'être présenté à une agence de mannequinat,.

### Carrière

#### Mannequinat

##### Début
Andreja Pejić, portant le prénom Andrej, signe un contrat avec l'agence Storm Model à Londres, en février 2010 et apparaît, deux mois plus tard, dans le magazine britannique Wonderland. Assez rapidement, et représentée en France par l'agence New Madison, le mannequin défile durant la saison Printemps/été 2011 pour Jean Paul Gaultier, John Galliano, Paul Smith et Raf Simons.

##### Révélation
Celle qui se présentait alors publiquement comme un homme au physique androgyne, aux longs cheveux blonds platine et aux yeux bleus-gris se révèle dans le monde de la mode grâce à une parution dans le magazine Vogue où, en janvier 2011, elle pose vêtue d'une robe de mariée signée Jean Paul Gaultier. En mars de la même année, elle se place à la onzième place dans le classement Top 50 Male Models du site web Models.com.
Elle pose ensuite pour la campagne publicitaire printemps-été 2011 de Jean Paul Gaultier, aux côtés du mannequin Karolína Kurková. Dans une interview pour The Daily Telegraph en mars 2011, le mannequin déclare rêver de participer à un défilé pour la marque de lingerie Victoria's Secret et serait prête à changer de sexe. En mai, apparaissant torse nu en couverture du septième numéro du magazine Dossier, une polémique s'ensuit aux États-Unis. En effet, le magazine est rapidement censuré. Celle qu'on perçoit comme un jeune mannequin trouve cette censure inadmissible et l'explique dans le New York Magazine : « Je pense que le problème n'est pas vraiment la photographie de la couverture, mais plutôt de savoir si c'est de la pornographie ou de l'art. Et clairement, c'est de l'art, et l'art ne devrait pas être censuré dans une société démocratique ». En décembre, elle est la première mannequin transgenre à poser en lingerie féminine pour le grand magasin néerlandais, HEMA, : « Je dois être discipliné. Mon tour de taille est passé de 74 à 63 cm, et mes hanches font 89 cm ».

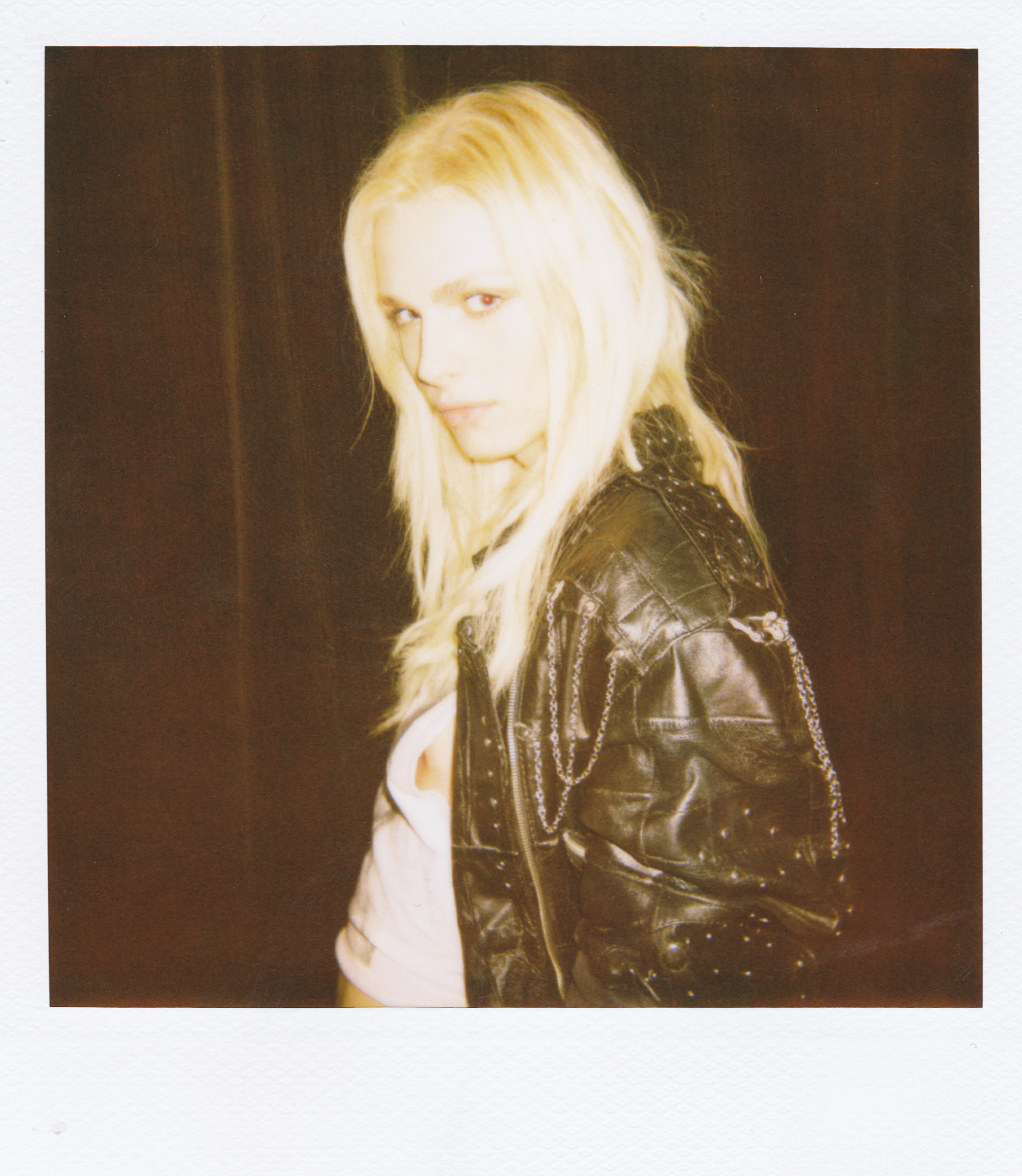
Andreja Pejić en 2013.

En 2013, elle apparaît dans le clip de The Stars (Are Out Tonight) pour David Bowie, réalisé par Floria Sigismondi.
De juillet à octobre 2014, elle parvient à réunir plus de 60 000 dollars de fonds pour la réalisation d'un documentaire sur sa vie, de sa jeunesse à la fin de sa transition, intitulé Andrej(a)[réf. souhaitée]. En septembre, elle signe un contrat dans l'agence de mannequins exclusivement féminins DNA Model Management[réf. souhaitée].
En 2017, elle devient la première femme trans à intégrer l'agence de mannequins Ford.

#### Cinéma
En 2014, Andreja Pejić est choisie pour jouer le rôle de l'une des sœurs d'Ariel dans une adaptation de La Petite Sirène par Sofia Coppola, avant que la réalisatrice ne se retire du projet.
Début novembre 2018, elle fait sa première apparition dans le long métrage Millénium : Ce qui ne me tue pas (The Girl in the Spider's Web) de Fede Álvarez, une adaptation du quatrième roman Ce qui ne me tue pas écrit par David Lagercrantz, reprenant la trilogie Millénium de Stieg Larsson.
Mi-mai 2019, elle est fait partie du projet du film dramatique The Other Me (2022) de Giga Agladze et produit par David Lynch, aux côtés de Jim Sturgess incarnant un architecte atteint d'une maladie oculaire rare qui lui fait voir les véritables motivations des gens avant de tomber amoureux d'une femme mystérieuse.
Mi-avril 2020, elle apparaît dans le film Habit de Janell Shirtcliff, aux côtés de Paris Jackson, Bella Thorne et Gavin Rossdale.
Début mai 2021, elle remplace l'actrice Lesley Manville pour incarner Amanda Lear dans le film biographique Dalíland de Mary Harron, aux côtés de Ben Kingsley dans le rôle-titre. Ce film est présenté le 17 septembre 2022 au festival international du film de Toronto.

### Vie privée
En juillet 2014, elle révèle finalement sa transidentité à la presse: « Le fait que j'aie été mannequin androgyne ne me rend pas moins femme aujourd'hui, et je suis fière de mon parcours. Vous ne devez pas avoir honte de votre passé pour créer votre futur ; et vous pouvez être fiers de qui vous êtes. ». Elle s'appelle désormais officiellement Andreja Pejić (Andréïa Péyitch). Avant sa transition, elle refusait de répondre aux questions concernant son homosexualité présumée, tout comme elle refusait de se définir exclusivement comme homme ou femme.

## Filmographie

### Longs métrages
- 2018 : Millénium : Ce qui ne me tue pas (The Girl in the Spider's Web) de Fede Álvarez : Sofia
- 2021 : Habit de Janell Shirtcliff : Addy
- 2022 : The Other Me de Giga Agladze : Nino
- 2022 : Dalíland de Mary Harron : Amanda Lear

### Courts métrages
- 2013 : Reason de Bruno Ilogti : Gemma Christensen
- 2017 : Bagdad, Florida de Matthew Fifer : Pizza
- 2021 : Sapphire de Leanne Hanley : Sapphire / Ethan

### Séries télévisées
- 2013 : Fatih : Radu (5 épisodes)